# Oòspora

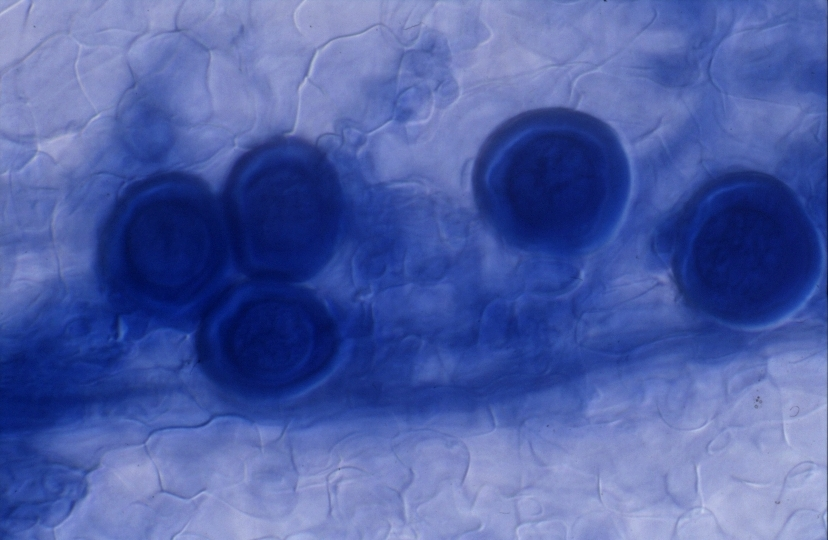
Oòspores dHyaloperonospora parasitica, agent d'un míldiu (al centre)

Una oòspora és un tipus de cèl·lula sexual amb les partes gruixudes i resistents que es forma tot seguit de la fecundació d'una oosfera resultant de la unió d'un oogoni amb un anteridi.
Es produeix en certes algues, certs fongs i en oomicets. En general es tracta de la forma de supervivència de l'organisme en condicions desfavorables com són la rigor de l'hivern, l'oòspora pot durar diversos anys. El terme prové del grec: oo = ou + spora = llavor) 